# 久野恒一
久野 恒一 （くの こういち、1936年〈昭和11年〉11月2日 - 2002年〈平成14年〉10月17日）は、日本の政治家、医師。参議院議員（1期）、厚生労働大臣政務官を務めた。

## 経歴
- 茨城県多賀郡河原子町（後の多賀町→日立市）に生まれる
- 1963年（昭和38年） - 千葉大学医学部卒業
- 1968年（昭和43年）
  - 3月 - 千葉大学大学院修了
  - 6月 - 千葉大学小見川中央病院外科勤務
- 1969年（昭和44年）4月 - 県西総合病院外科勤務
- 1971年（昭和46年）4月 - 千葉大学医学部脳神経外科教室勤務
- 1979年（昭和54年）7月 - 協和中央病院開設
- 1981年（昭和56年）2月 - 医療法人恒貴会理事長
- 1983年（昭和58年）8月 - 社会福祉法人恒徳会理事長
- 1991年（平成3年）1月 - 茨城県議会議員初当選
- 1995年（平成7年）1月 - 茨城県議会議員再選
- 1998年（平成10年）7月 - 第18回参議院議員通常選挙に自由民主党公認で茨城県選挙区より初当選
- 1999年（平成11年）8月 - 参議院国民福祉委員会委員
- 2000年（平成12年）12月 - 参議院自由民主党国会対策委員会副委員長
- 2001年（平成13年）
  - 8月 - 裁判官訴追委員予備員
  - 9月 - 厚生労働大臣政務官
- 2002年（平成14年）10月17日 - 急性心不全のため、慶應義塾大学病院で死去した。65歳没。死没日付をもって正五位に叙され、勲三等旭日中綬章を追贈された[2]。哀悼演説は同年11月20日、参議院本会議で川橋幸子により行われた。[1]